# Idaea aequisinuata
Idaea aequisinuata är en fjärilsart som beskrevs av W. Warren 1898. Idaea aequisinuata ingår i släktet Idaea och familjen mätare. Inga underarter finns listade i Catalogue of Life.